# Street and Racing Technology
Street and Racing Technology (SRT) is de tuning-divisie van de Chrysler-automerken Chrysler, Dodge en Jeep.
SRT werd opgericht onder de naam "Team Viper" om de Dodge Viper te ontwikkelen. Later fuseerde ze met "Team Prowler", die de Plymouth Prowler ontworpen heeft, en werd de naam veranderd in Specialty Vehicle Engineering (SVE). Later werd ook deze naam veranderd in Performance Vehicle Operations (PVO). Omdat alle auto's van PVO het opschrift SRT meekregen werd in 2004 uiteindelijk besloten om de firma deze naam te geven.
De door SRT ontwikkelde modellen dragen allemaal boven op de modelbenaming van de seriemodellen de afkorting SRT gevolgd door het aantal cilinders, bijvoorbeeld "Chrysler 300C SRT8". Een uitzondering is de Dodge SRT-4, die gebaseerd was op de Dodge Neon; hierbij werd de naam Neon weggelaten.

## Oude modellen
| Model                               | Motor                                            | Foto |
| ----------------------------------- | ------------------------------------------------ | ---- |
| Dodge Neon SRT-4 2003-2005          | Turbocharged 2.4L I4 Chrysler Neon Engine        |      |
| Dodge Viper SRT-10 2003-2006        | 8.3L V10 Chrysler Viper Engine                   |      |
| Dodge Ram SRT-10 2004-2006          | 8.3L V10 Chrysler Viper Engine                   |      |
| Chrysler Crossfire SRT-6 2005-2006  | Supercharged3.2L V6 E32 Mercedes-Benz AMG Engine |      |
| Dodge Magnum SRT-8 2005-2008        | 6.1L Chrysler V8 Hemi Engine                     |      |
| Chrysler 300 SRT-8 2005-2010        | 6.1L Chrysler V8 Hemi Engine                     |      |
| Dodge Charger SRT-8 2006-2010       | 6.1L Chrysler V8 Hemi Engine                     |      |
| Jeep Grand Cherokee SRT-8 2006-2010 | 6.1L Chrysler V8 Hemi Engine                     |      |
| Dodge Caliber SRT-4 2008-2009       | Turbocharged Chrysler World engine               |      |
| Dodge Challenger SRT-8 2008-2010    | 6.1L Chrysler V8 Hemi Engine                     |      |
| Dodge Viper SRT-10 2008-2010        | 8.4L V10 Chrysler Viper Engine                   |      |
| Dodge Viper SRT-10 ACR 2008-2010    | 8.4L V10 Chrysler Viper Engine                   |      |
| Chrysler 300 SRT-8 2012             | 6.1L Chrysler V8 Hemi Engine                     |      |

## Huidige Modellen
| Model                                   | Motor                              | Foto |
| --------------------------------------- | ---------------------------------- | ---- |
| Dodge Challenger SRT-8 2011-Heden       | 6.4L Chrysler V8 392 Hemi Engine   |      |
| Dodge Charger LX SRT-8 2012-Heden       | 6.4L Chrysler V8 392 Hemi Engine   |      |
| Jeep Grand Cherokee SRT-8 2012-Heden    | 6.4L Chrysler V8 392 Hemi Engine   |      |
| Dodge Viper 2012-Heden                  | 8.4L V10 Chrysler Viper Engine     |      |
| Dodge Challenger SRT Hellcat 2015-Heden | Supercharged 6.2L Chrysler V8 Hemi |      |
| Dodge Charger SRT Hellcat 2015-Heden    | Supercharged 6.2L Chrysler V8 Hemi |      |

## Concepten
| Model                        | Motor                          | Foto |
| ---------------------------- | ------------------------------ | ---- |
| Dodge Tomahawk 2003          | 8.3L V10 Chrysler Viper Engine |      |
| Chrysler ME Four-Twelve 2004 | Quad-Turbocharged 6.0 L V12    |      |
| Chrysler Firepower 2006      | 6.1L Chrysler V8 Hemi Engine   |      |
| Chrysler Nassau 2007         | 6.1L Chrysler V8 Hemi Engine   |      |
| Dodge Challenger SRT-10 2008 | 8.4L V10 Chrysler Viper Engine |      |